# Pedro de Calasans
Pedro Luziense de Bittencourt Calasans (Santa Luzia, 29 de janeiro de 1837 — Ilha da Madeira, 24 de fevereiro de 1874) foi um poeta, crítico e jornalista da segunda geração romântica, conhecida como ultrarromantismo ou mal-do-século.

## Biografia
Filho do tenente-coronel João José de Bittencourt Calasans, que mais tarde viria a se tornar um dos precursores da agronomia de Sergipe, e de Luisa Carolina Amélia de Calasans, nasceu o poeta no famoso engenho Castelo, propriedade da família de seu pai, e iniciou os seus estudos no Liceu de São Cristóvão, completando-os no Recife (PE). Aos 16 anos publica "Adeus!", seu primeiro livro de poesias, e começa a contribuir para alguns periódicos da região.
Segundo Sílvio Romero, enorme foi o prestígio desfrutado por Calasans nas rodas literárias de Pernambuco. "Páginas Soltas" é publicado quando, em 1855, ingressa na Faculdade de Direito do Recife, na qual veio a bacharelar-se a 16 de dezembro de 1859. De volta à terra natal, então com 22 anos, ocupa interinamente a promotoria da comarca de Estância (SE), casa-se com rica herdeira, mas logo se separa.
É eleito deputado geral para a legislatura de 1861-1864 quando, ao ser absorvido pelas lutas partidárias, deixa o convívio das musas para dedicar-se à advocacia e a imprensa na capital do Império, onde se fez conhecido como atuante jornalista. No mesmo ano parte para a Europa, onde percorre vários países e retoma a publicação de seus livros: "Ofenísia", em Bruxelas, "Uma Cena de Nossos Dias" (drama em quatro atos) e "Wiesbade", sua obra mais conhecida, ambas em Leipzig, Alemanha.
De volta ao Brasil, em 1867, abandona a política e é nomeado juiz municipal de Caçapava do Sul (Estado do RS), onde publica mais quatro livros escritos durante a sua excursão pelo velho continente: "A Campa e a Rosa", tradução de Victor Hugo, "A Morte de uma Virgem", "A Rosa e o Sol" e "Qual Delas?". Segue a magistratura e é eleito deputado provincial no Rio Grande do Sul, mas consegue remoção para a comarca de Jeremoabo (BA) no ano seguinte, quando começa a sentir o organismo definhando em consequência do mal de que só muito mais tarde se apercebe e que iria vitimá-lo.
Em busca de tratamento para a tuberculose, procura o clima de Ilhéus (BA), sem nada conseguir. Esteve, depois, nas cidades de Serro e Diamantina (MG), em busca de repouso e paz sob o clima das montanhas, também em vão. Afinal, a conselho médico, parte para a Ilha da Madeira, aonde não chega a aportar e falece a bordo do navio, próximo a Lisboa, Portugal.

## Estilo literário
Calasans publicou seus dois primeiros livros no tempo em que estudava no Recife, tendo saído o segundo ("Últimas Páginas") numa viagem que fez a Niterói (RJ). São ambos de caráter Ultrarromântico, mas nos quais o crítico Sílvio Romero já distingue "o realismo da cidade, da gente culta, dos salões civilizados, das altas classes", embora esse realismo esteja mais evidente em "Wiesbade", caracterizado como "uma das mais interessantes produções da romântica brasileira".
Em "Wiesbade" estão nítidos os traços que tendenciam o realismo por meio da decadência das classes elegantes nessa estação alemã. Embora propusesse a dissolução da estrutura melódica na utilização de versos sem rimas, o poeta tenta, pela primeira vez no país, observa Fausto Cunha, "a inspiração cosmopolita, recheada de vocabulários estrangeiros", e isso não como sinal de dependência à poesia européia, mas por haver "a consciência de nação em pé de igualdade", esclarece.

## Obras

### Poesia
- 1853 - Adeus!
- 1855 - Páginas Soltas
- 1858 - Últimas Páginas
- 1864 - Ofenísia e
- 1864 - Wiesbade
- 1867 - A Morte de Uma Virgem
- 1867 - A Rosa e o Sol
- 1867 - Qual a Delas?
- 1870 - Brazilina
- 1875 - Camerino: episódio da guerra do Paraguai
- 1881 - As Flores de Laranjeira
- 1900 - Waterloo
- 1906 - A Cascata de Paula fonso
- --        Escuta

### Crítica
- 1859 - Traços Ligeiros Sobre o Casamento Civil
- 1861 - A Demagogia Entre Nós

### Teatro
- 1864 - Uma Cena de Nossos Dias (drama em 4 atos)

### Tradução
- 1867 - A Campa e a Rosa (de Victor Hugo)